# Penicillium kloeckeri
Penicillium kloeckeri är en svampart som beskrevs av Pitt 1980. Penicillium kloeckeri ingår i släktet Penicillium och familjen Trichocomaceae.   Inga underarter finns listade i Catalogue of Life.